# Kauparveröset

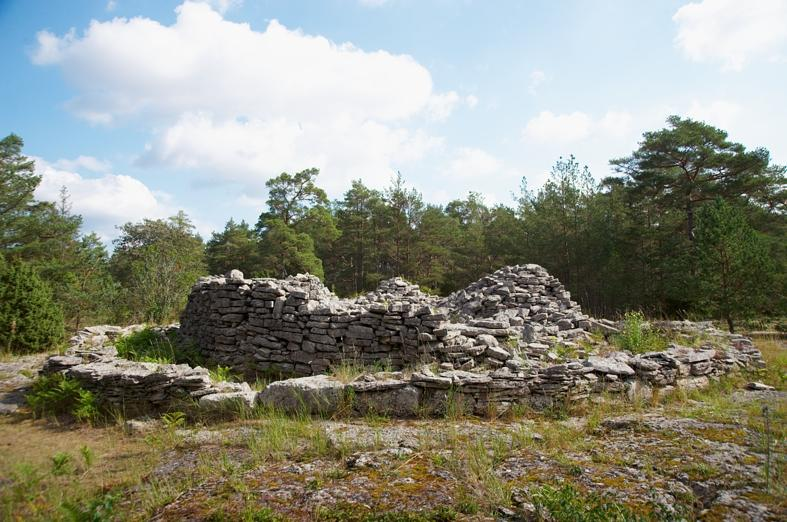
Kauparveröset

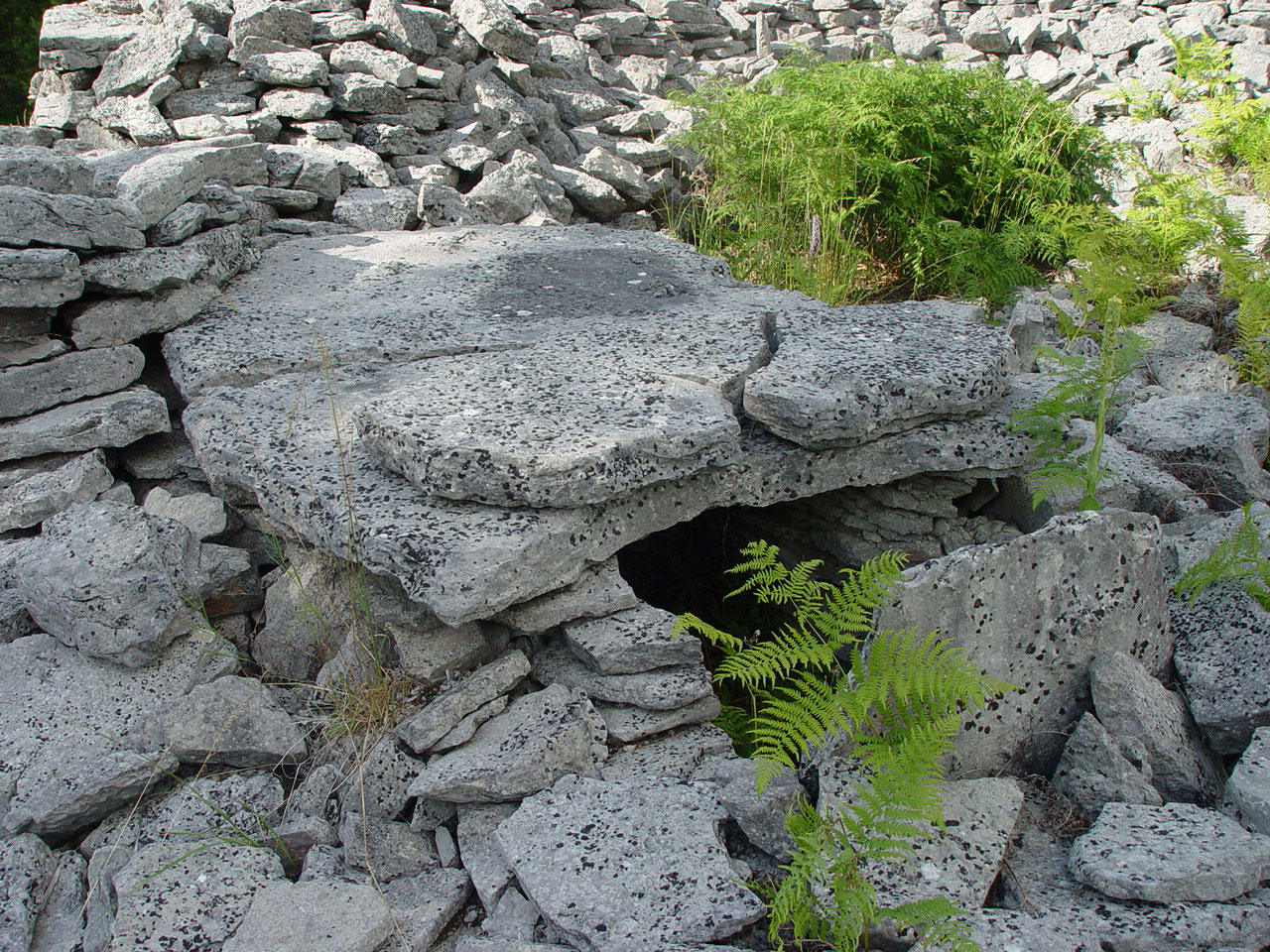
Den övre av stenkistorna i röset.

Kauparveröset är ett gravröse från bronsåldern på byn Kauparves ägor i Lärbro socken på norra Gotland.
Gravröset var innan de arkeologiska undersökningarna 23 meter i diameter och 2,7 meter högt. Det är byggt av kalksten. Arkeologer undersökte graven 1941, 1948 och 1967, vid det sista tillfället totalundersöktes graven och murarna i graven frilades. Röset har en ovanlig och komplicerad byggnadshistoria. Dess äldsta del är det inre tornet, som ursprungligen haft en höjd av 3 meter. Inne i tornet fanns en kallmurad kista med obrända människoben och en spiralnål i brons. Senare, troligen sedan tornet delvis rasat, har en ny begravning skett genom att man grävt sig in i tornmuren och byggt en kallmurad kista med täckhäll. Även här skedde en skelettbegravning. Med kroppen fanns delar av ett bronsspänne. Under detta skede uppfördes även en yttre mur som stöd för en stenfyllning som lades över graven. Muren är cirka en meter bred och upp till 0,6 meter hög. I ett tredje skede täcktes hela anläggningen för att ge den röseform, troligen är denna förändring kopplad till en begravning i en hällkista av kalksten cirka tio meter söder om röset. 
Ytterligare ett röse, 5 meter i diameter och 0,6 meter högt, är beläget 16 meter nordöst om röset. 